# Octavi Saltor i Soler
Octavi Saltor i Soler (Barcelona, 28 de març de 1902 - Barcelona, 2 d'abril de 1982) fou un escriptor, advocat i polític català, llicenciat en lletres i en dret.

## Biografia

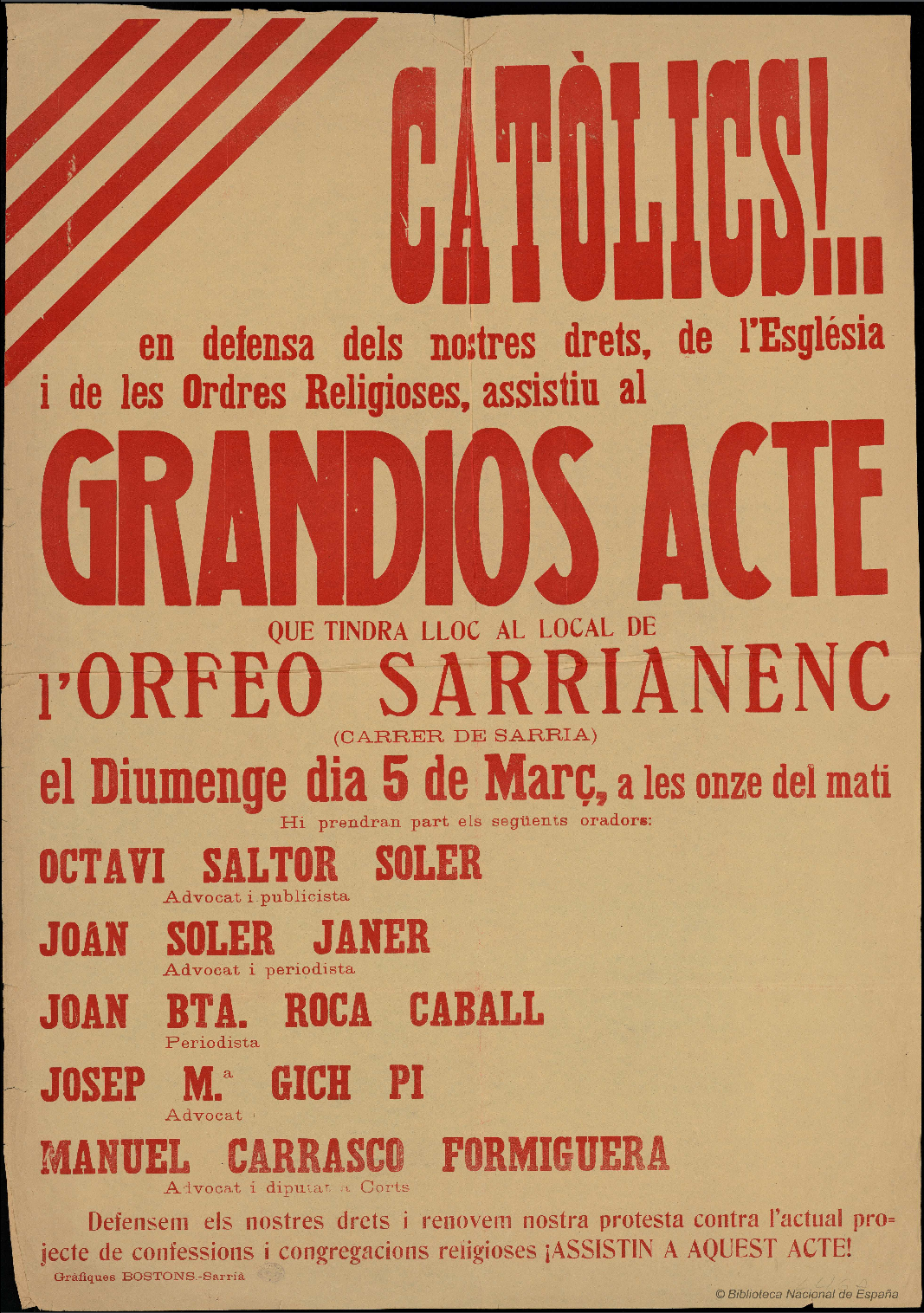
Octavi Saltor anunciat com a orador en un acte en defensa de l'Església (1933)

Fill de l'enginyer i professor de l'Escola d'Enginyers industrials Octavi Saltor i Lavall (Barcelona, 1875-1914) i de Josepa Soler i Forcada, durant la dictadura de Primo de Rivera fou president de l'Associació Catalana d'Estudiants i militant de la Lliga Catalana, amb la qual fou tinent d'alcalde a Barcelona el 1935-1936. També fou membre de l'Acadèmia de Bones Lletres de Barcelona, de l'Acadèmia de Jurisprudència i Legislació de Catalunya i arxiver dels Jocs Florals de Barcelona.
En esclatar la Guerra Civil Espanyola el 1936 s'exilià per raons de seguretat a Andorra, on fou magistrat del Tribunal Superior de la Mitra d'Andorra. Durant la postguerra va mantenir semiclandestinament la celebració dels Jocs Florals, fins que es van restaurar el 1971. El 1944 també fou membre de la Junta Constructora del Temple Expiatori de la Sagrada Família.
Des del 1976 participà en l'intent de reorganitzar la Lliga Liberal Catalana i fou un dels oradors de l'Onze de Setembre celebrat a Sant Boi de Llobregat el 1976. A les Eleccions Generals espanyoles de 1977 es va presentar per la coalició Lliga de Catalunya-Partit Liberal Català, però no va obtenir cap escó. El 1979-1982 fou membre de la Comissió Jurídica Assessora de la Generalitat de Catalunya.

## Obra literària
Com a poeta era lligat al neosimbolisme i fou panegirista de Josep Maria López-Picó. També va escriure nombrosos articles periodístics i fou bon orador, tal com queda evidenciat en els seus epigrames acròstic com el que li va dedicar el seu amic, el poeta Carles Fages de Climent:
- Les idees literàries de la Renaixença catalana (1934), assaig
- Cendra votiva (1952), poesia
- Port-Salvi (1955), poesia
- Rescat diví (1960), poesia

Poemes presentats als Jocs Florals de Barcelona
- El miracle (1919)
- La vila blanca (1919)
- Cant de l'amor durable (1920)
- La cançó sentimental (1920)
- Nuvial de pagesia (1920)
- Elegies d'amor (1921)
- La verge forta (1921)
- La Padrina (1921)
- Oda seràfica (1921)
- El miratge (1921)
- Complanta hivernal (1922)
- Poema noctàmbul (1922)
- Remembrança d'un matí de primavera (1923)
- Elegies de l'amor decebuda (1923)
- El pas entre les roses (1924)
- Cançó de recança (1931) (1r accèssit al Premi extraordinari dels Mantenidors)

## Fons personal
El seu fons personal es conserva a l'Arxiu Nacional de Catalunya. El fons conté documentació generada i rebuda per Saltor; principalment, es tracta de documentació relacionada amb la seva activitat professional com a escriptor i amb la seva activitat política i social. En aquest sentit, el fons reuneix correspondència amb diverses personalitats del món cultural i polític, reculls de premsa, documentació personal (dietaris, factures, rebuts, etc.) i diversos dossiers temàtics. Destaca, tant pel seu volum com pel seu interès, la biblioteca i l'hemeroteca, les quals apleguen publicacions de temàtica jurídica, literària i històrica.